# 王蕡
王蕡，山西潞州屯留縣人，明朝政治人物，同進士出身。

## 生平
洪武二十九年，山西鄉試中舉。洪武三十年，登丁丑科夏榜進士，授直隶定兴知县，调虞城知县。